# Mészöly Gyula
Mészöly Gyula  (Suhopolje, Osztrák-Magyar Monarchia, 1910. január 6. – Kecskemét, Magyar Népköztársaság, 1974. március 18.) Kossuth-díjas növénynemesítő, biológus, az MTA rendes tagja.

## Élete

### Fiatalkora

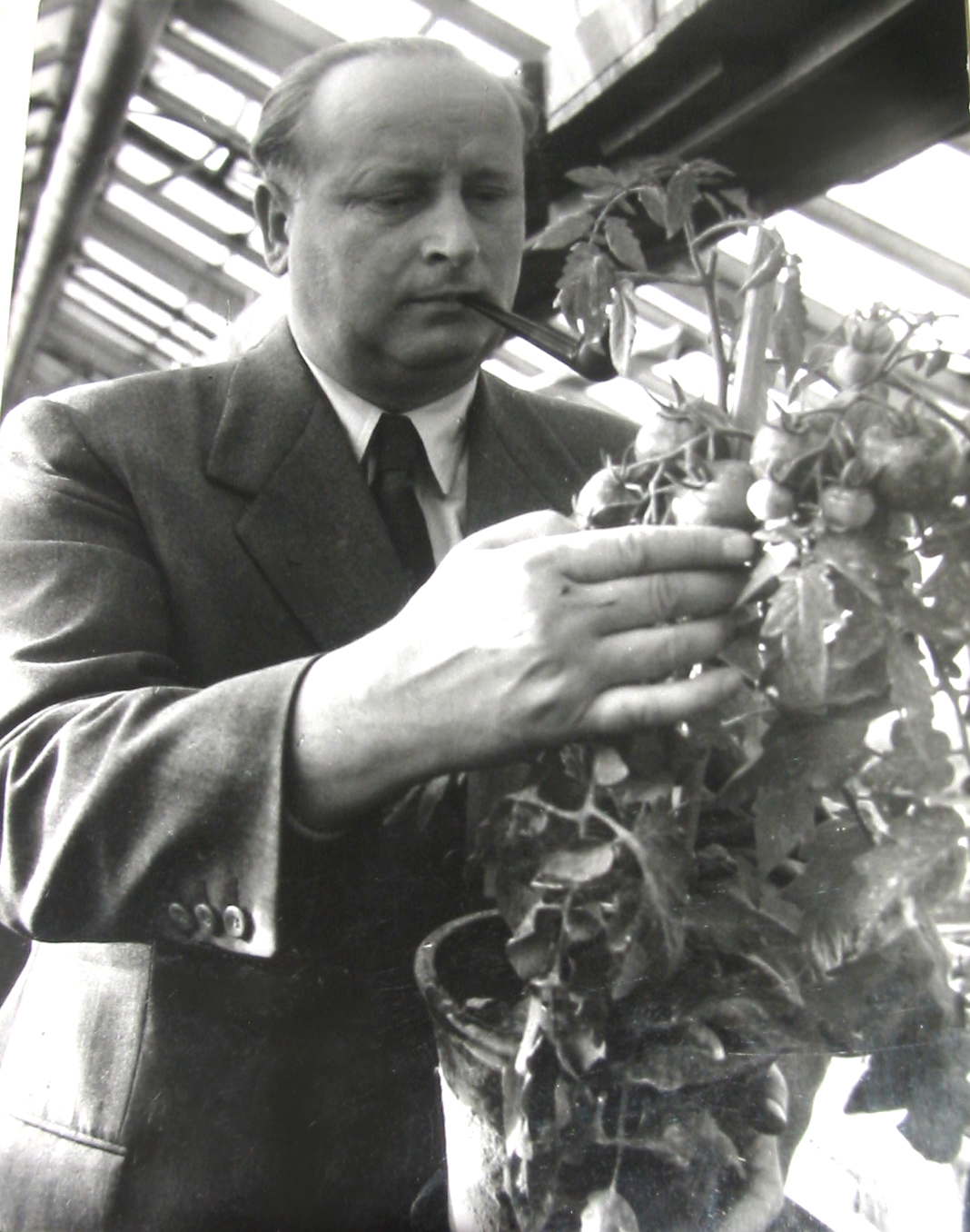
Mészöly Gyula és a paradicsomok

Mészöly Gyula uradalmi kertész és Stadler Julianna gyermekeként született. Édesapját az első világháborúban elveszítette, édesanyja súlyos betegen nevelte szülei Kaposszekcsői birtokán János testvérével együtt. A gyerekek az elemi iskolát Dombóváron végezték, Gyula a gimnáziumot ott kezdte el, majd mikor édesanyja meghalt, nagyszülei az ikervári hadiárvák intézetébe adták. Baján a Kertképző iskolában fejezte be a középiskolát, 1932-től a Kertészeti Egyetemen folytatta tanulmányait. Magyar Gyula tanítványaként a paradicsomnemesítési munkákban vett részt.
A kertészoklevél megszerzése után, 1935 júliusától novemberig a Mauthner Ödön Rt. derekegyházi gazdaságában volt gyakornok. Néhány hónapi katonáskodás után, 1936. március 10-étől Érden, egy gyümölcstermesztő gazdaságban dolgozott, onnan hívták 1936. szeptember 15-én Bajára, a kertészeti középiskolához szaktanárnak. 1940. február 1-jétől a Kecskeméti Gazdasági Szaktanítóképző Intézet szaktanára, tanítás mellett itt kezdte nemesítő-,kutató munkáját. 1941 őszén bízták meg a kecskeméti Kísérleti Telep megszervezésével, amely 1943-ban Állami Kertészeti telepként alakult meg. Szerény keretek között, 30 kh-on, egy pár lóval egy kisfái tanyán kezdte intézetszervező munkáját Mészöly Gyula.
A második világháború vihara a Mészöly családot a gátéri iskolába, onnan a Műkertbe , majd Budapestre sodorta.
A kísérleti anyag jelentős része a teleppel együtt elpusztult. A legértékesebb magokat a felesége kabátjába varrva vitték magukkal a háború megpróbáltatásai között.

### A második világháború után

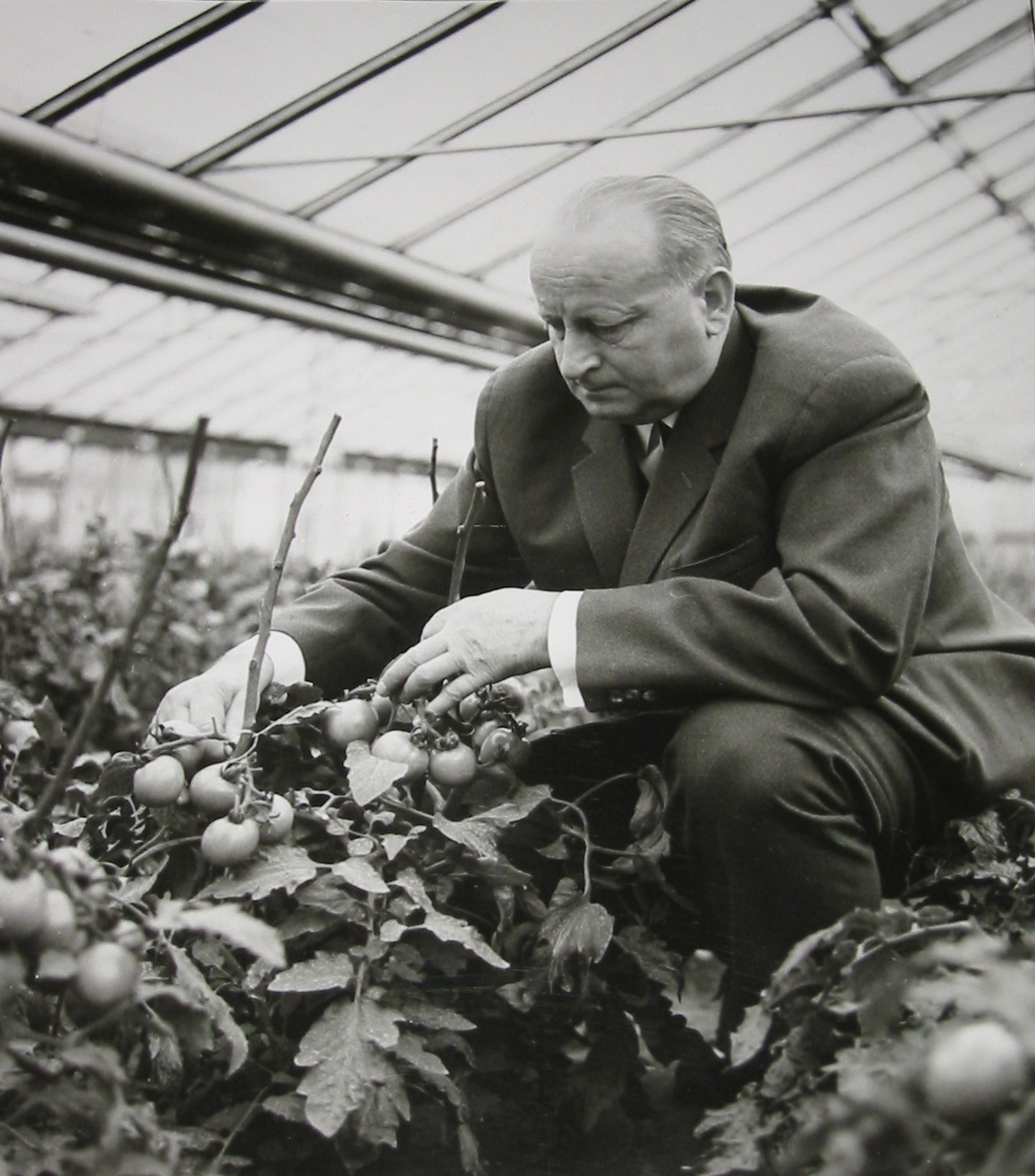
Az üvegházban.

1947-től kis létszámú kollektívával Vukovich Lajossal, majd Bontovich Lajossal és Vér Róberttel együtt országos termesztési kísérletbe kezdtek, tájfajtagyűjteményükben 900 zöldségfajt és fajtát tudtak összegyűjteni.
1948-tól kezdődtek az intézeti beruházások, új épületek, növényházak épültek. Eredményeik elismeréseként a minisztérium Állami Kertészeti Kísérleti Teleppé szervezte át az intézményt.
1950-ben a Ceglédi kísérleti telepet a kecskemétihez csatolták, Kecskeméti Kísérleti gazdaságként folytathatták munkájukat. A ceglédi telepen biztosított kötetlen munkát, Tóth István fotóművésznek, Az Évszázad Kiváló Fotóművésze díj birtokosának, kinek "munkafelvételei" is nagy sikert arattak a külföldi partnerek körében.
A 30 kh-as terület 538 kh-ra nőtt, feladatuk a burgonya, rozs, seprőcirok, takarmánynövények, gyümölcsfélék nemesítésével, faiskolai
és dísznövény kutatásokkal bővült.
1955-ben Duna–Tisza Közi Mezőgazdasági Kísérleti Intézet néven, tájintézetté szervezték át az intézetet.
1956 az óriási sikert, a politikai élet keserveit és az önzetlen vállalást is meghozta Mészöly Gyulának.
Mészöly Gyula szervező, vezető munkássága mellett elmélyült kutatómunkát végzett.
A paradicsomnemesítés volt életének igazi szenvedélye.
Vallotta: Csak kollektív munkával lehet eredményt felmutatni.
Genetikus, agrotechnikus, növényvédő és vegyész szakemberek közös munkasikerekén születtek paradicsomfajtái.
Sikeres nemesítő munkásságát 13 államilag elismert paradicsom, és számos egyéb fajta mutatja. Egyebek között, Kecskeméti Törpe, K-3, Kecskeméti Jubileum, Kecskeméti H-rozs, K-heterózis görögdinnye, K-113, K-114 uborkahibrid, Kétéves Fehérvirágú Somkoró, Ceglédi Bíborkajszi, Kecskeméti-export, (Triticale No.57, No.64 Kiss Árpád) és még számos paradicsomfajta.
Mintegy 50 tudományos dolgozata, 40 szakmai cikke, mintegy 7 önálló könyve jelent meg, és ötszáz tudományos közleményt jelentettek meg munkatársai. 1956-ban sikerült előállítania Európában elsőként a Lycopersicon peruvianum-mal életképes fajhibridet, és óriási lépést megtenni munkatársaival a rezisztenciára nemesítés terén is.

### A siker évei

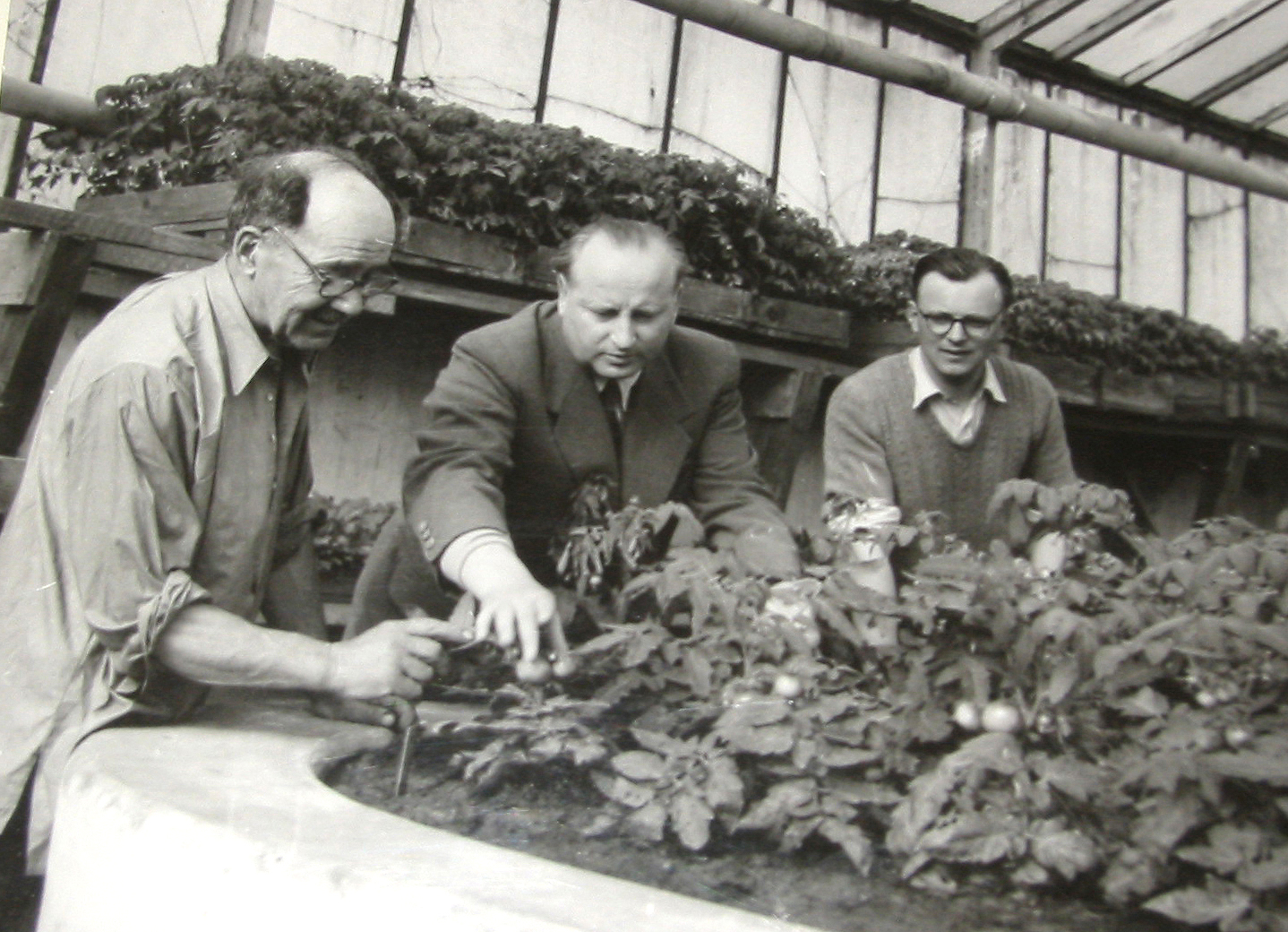
A munkatársakkal

Eredményeiért 1956. március 15-én Kossuth-díjjal jutalmazták. Fél év múltán, az októberi események során, őt is letartóztatták.
Október 31-én a Megyei Ideiglenes Nemzeti Bizottság alakuló ülésén beszédét már a Kossuth-díjas kutató mondhatta.
Az intézetében létesített paradicsom-magüzem lehetővé tette hazánk évi, I. fokú vetőmag szükségletének előállítását, biztosítását.
Csupán 1966-ban, 750.000 alanycsemetét értékesített a gyümölcstermesztési osztály.
Széles körű társadalmi tevékenységet fejtett ki, több tudományos bizottságnak és társaságnak volt tagja, ill. elnöke.
Bács-Kiskun m. országgyűlési képviselője (1957–1972).
1958-tól a kalocsai fűszerpaprika nemesítést is a kecskeméti intézethez csatolták és az üzemvezetési feladatokkal is Mészöly Gyula irányította intézetet bízták meg. 1961-ben Mészöly Gyula kapta feladatul a kecskeméti felsőfokú technikum szervezését, majd a létrejött szervezet irányítását is. 1967-től a Kertészeti Egyetem c. egyetemi tanára.
A Mészöly Gyula alapított intézet 1971. január 1-jétől Zöldségtermesztési Kutatóintézet néven működik (ZKI). Az intézet alapító igazgató egészségi állapota 1972-től rohamosan romlott, 1974. március 18-án Kecskeméten hunyt el. Évtizedes kitartó munkájával, nagy tudásával, emberségével teremtett nemzetközi hírű, Európa szerte elismert intézményt.

## Főbb művei
- A paradicsom szántóföldi termelése (Hódmezővásárhely, 1948);
- Zöldségnemesítés feladatai (1955)
- A paradicsom-rezisztencia kialakításával kapcsolatos megfigyelések (Vidéki Lászlóval, Bp., 1962);
- Paradicsomtermesztés (Milinkó Istvánnal, Bp., 1961)
- Paradicsom-rezisztencia – nemesítési munkák újabb eredményei (Bp., 1964);
- Zöldségtermesztés homokon (Bp., 1966);
- Homoki zöldségtermesztés (Bp., 1966);
- Paradicsomnemesítésünk tapasztalatai és eredményei (1966)
- Zöldségtermesztés (társszerzővel, Bp., 1967);
- A növénytermesztés kézikönyve (társszerzővel, Bp., 1970).

## Róla szóló írások
- Jánossy Andor: Mészöly Gyula (Magy. Tud., 1974. 11. sz.);
- M. Gy. ünnepi szám (A Duna-Tisza közi Mezőgazdasági Kísérleti Intézeti Bulletinje, 1970. 5. sz.);
- Béldy B.: Gy. M. (Acta Agronomica, 1975. 3-4. sz.);
- Kerekes Magda-Mucsi Lászlóné-Miszory Franciska: M. Gy. szakirodalmi munkássága (Kecskemét, 1976).

## Díjak, elismerések
- 1956-ban Kossuth-díj
- 1964 MTA biológiai tudományok doktora
- 1972-ben Mathiász János díj
- Fleischmann Rudolf díj, Entz Ferenc és a Tessedik Sámuel Emlékérmek

## Emlékezete
Utcát neveztek el róla, Kecskeméten, Kiskunfélegyházán, Baján.
- Mészöly Gyula centenárium